# الأكاديمية الصحية السعودية

شعار الأكاديمية الصحية السعودية في الفترة (2019-2023).

الاكاديمية الصحية السعودية (بالإنجليزية:Saudi Health Academy) هي جهه حكومية صحية تأسست عام 2019 وهي تابعه للهيئة السعودية للتخصصات الصحية ووزارة الموارد البشرية والتنمية الاجتماعية تماشياً مع رؤية السعودية 2030 ومبادرة برنامج التحول الصحي بهدف رفع جودة الرعاية الصحية في المملكة من خلال إعداد برامج تدريبية وتأهيلية تساهم في توطين القطاع الصحي ورفع كفاءة العاملين وتعزيز برنامج التحول الصحي.

## الرؤية
أن نكون رواد في التدريب المهني الصحي اقليميا.

## الرسالة
رفع معايير و جودة التدريب المهني الصحي بما يخدم توطين القوى العاملة الصحية و برامج التحول الصحي.

## الأهداف
- التدريب بهدف خلق فرص عمل تساهم بتوطين القطاع الصحي.
- رفع المستوى المعرفي وتأهيل العاملين في القطاع الصحي لتمكين أهداف التحول الصحي.
- خلق بيئة عمل محفزة للكفاءات والمواهب الوطنية.
- تحقيق التميز في مجال الحوكمة وقياس مستوى التدريب الصحي المهني.

## برامج الأكاديمية
حتى الان وصل عدد برامج الأكاديمية الى 13 برنامج هي :

### برنامج فني سحب الدم
يهدف الرنامج الى تمكين المتدربين على هدة امور منها أساليب وطرق سحب الدم والتعامل مع الأجهزة الطبية في تحليل ودراسة عينات الدم وإستخراج النتائج .

### برنامج فني مكافحة العدوى
يعتبر من التخخصات المهمة في المجال الطبي حيث يمكن الخريجين من هذا البرنامج على التعرف طرق أساليب مكافحة العدوى والتاكد بشكل دوري من خلال عمل جولات رقابية في أقسام المستشفيات وطرق تقليل العدوى لاكثر قدر ممكن.

### برنامج الأمن الصحي
يقوم البرنامج بتأهيل المتدربين على مهارات متعددة تساهم بإعدادهم للعمل على ضمان سلامة المنشآت وهذا يساهم بشكل كبير في رفع مستوى الأمن والسلامة في مجال الرعاية الصحية، ويهدف البرنامج إلى توفير الدعم المهني والعلمي في مجال أمن المنشآت الصحية وخلق بيئة آمنة وفق أعلى المعايير.

### برنامج الترميز الطبي
الترميز الطبي هو عملية تحليل بيانات المرضى المسجلة في الملف الطبي وتحويلها إلى رموز أبجدية ورقمية، يقوم المُرَمِّز الطبي بعد مراجعة السجل الطبي للمرضى مُستخدماً نظام تصنيف دولي للأمراض. وتشمل مهام المُرَمِّز الطبي مراجعة وتحليل وترجمة المعلومات الطبية. توفر البيانات الناتجة من عمل المرمز الطبي معلومات شاملة يتم استخدامها من اجل تحسين جودة الرعاية الصحية وفعاليتها وتحديد الميزانية اللازمة لذلك.

### برنامج مساعد طبيب الأسنان
يقوم مساعد طبيب الأسنان بعدة مهام فاعلة في عيادات الأسنان تتلخص في تهيئة المريض ومساعدة طبيب الأسنان خلال فترة العلاج، بالإضافة إلى تعقيم الأدوات الطبية باتباع الطرق الحديثة للتعقيم. وهذا يساهم في توفير خدمات طبية ذات كفاءة عالية. في مجال طب الأسنان.

### برنامج فني رعاية مرضى
يؤهل برنامج فني رعاية المرضى خريجي هذا البرنامج من العمل كمساعدين مستقلين لأخصائي التمريض من خلال تزويدهم بالمهارات الأساسية اللازمة لرعاية المرضى في مختلف مرافق الرعاية الصحية، سواء مراجعي العيادات الخارجية أو المرضى المنومين.

### برنامج فني تخطيط قلب
يؤدي فني تخطيط القلب مجموعة متنوعة من المهام المرتبطة بأداء تخطيط القلب الكهربائي ومعالجته، وهو المسؤول عن المراجعة الأولية لتخطيط القلب للكشف عن أي خلل، وتحليل واستكشاف الاضطرابات مبدئيًا، باتباع الممارسات المعملية الآمنة.

### برنامج مسؤول الترحيل الطبي
صُمم برنامج مسؤول الترحيل الطبي لإعداد الخريجين وتمكينهم من استقبال البلاغات للحالات الطارئة وغير الطارئة، وترحيل فرق الخدمات الطبية اللازمة إلى المواقع المطلوبة، وإرشاد المتصل حول كيفية التعامل مع الحالات وتوجيه غير الطارئ منها للجهة المعنية.

### برنامج فني نظارات
يؤهل برنامج فني نظارات خريجي هذا البرنامج بالعمل على تصنيع السلع البصرية المختلفة، والقيام بمهام تصميم وقياس وملائمة العدسات والإطارات للعميل وفقًا للوصفة الطبية المكتوبة، وإعداد طلبات تجهيز العدسات وتركيب الإطارات، ومساعدة العميل في اختيار الإطارات بما يتناسب مع وجهه وقياساته. كما تتضمن مهامه بيع وتسويق السلع البصرية للعملاء.

### برنامج فني تخطيط المخ والأعصاب
تم إعداد برنامج فني تخطيط المخ والأعصاب لتمكين خريجيه من تدوين وتشخيص النشاط الكهربائي للمخ والأعصاب، وأداء عدة تشخيصات عصبية لمساعدة الطبيب المختص لتشخيص الأمراض، والإصابات، وأي اعتلالات أخرى، والتدريب على استخدام أجهزة التشخيص المتخصصة.

### برنامج فني التعقيم الطبي
يكمن دور فني التعقيم في تعقيم الأدوات والمعدات والأجهزة الطبية في قسم خدمات التعقيم المركزي بالمستشفى لضمان توفر أجهزة ومعدات طبية معقمة قابلة لإعادة الاستخدام، ومعرفة التعامل مع الأجهزة والمحافظة عليها وطرق تخزينها مع ضمان تطبيق أعلى معايير السلامة.

### برنامج مسؤول ادارة الكوارث
يؤهل برنامج مسؤول إدارة الكوارث خريجي هذا البرنامج للعمل على التخفيف من المخاطر عن طريق وضع خطط لمواجهة حالات الكوارث وسرعة الاستجابة للحالات الطارئة وتلقي البلاغات بشكل مستمر واحتواء الكارثة أثناء وقوعها ومتابعة إجراءات ما بعد الكوارث.

### برنامج فني تجبير
يكمن دور فني التجبير في إجراء عملية تشكيل وتركيب وفك الجبائر وأجهزة تقويم العظام وتدعيمها للمرضى من كافة الفئات العمرية حسب توجيهات الطبيب أو طاقم الإشراف، كما يقوم بمهام تحضير القوالب وصب الخلطات اللازمة للجبائر باستخدام مجموعة متنوعة من المواد، يعمل أيضاً على ضمان طلب وتخزين الأدوات والمعدات اللازمة.

## روابط خارجية
- الموقع الرسمي - الأكاديمية الصحية السعودية